# Харбяты
Харбя́ты (бур. Харбяангууд) — село в Тункинском районе Бурятии. Входит в сельское поселение «Харбяты».

## География

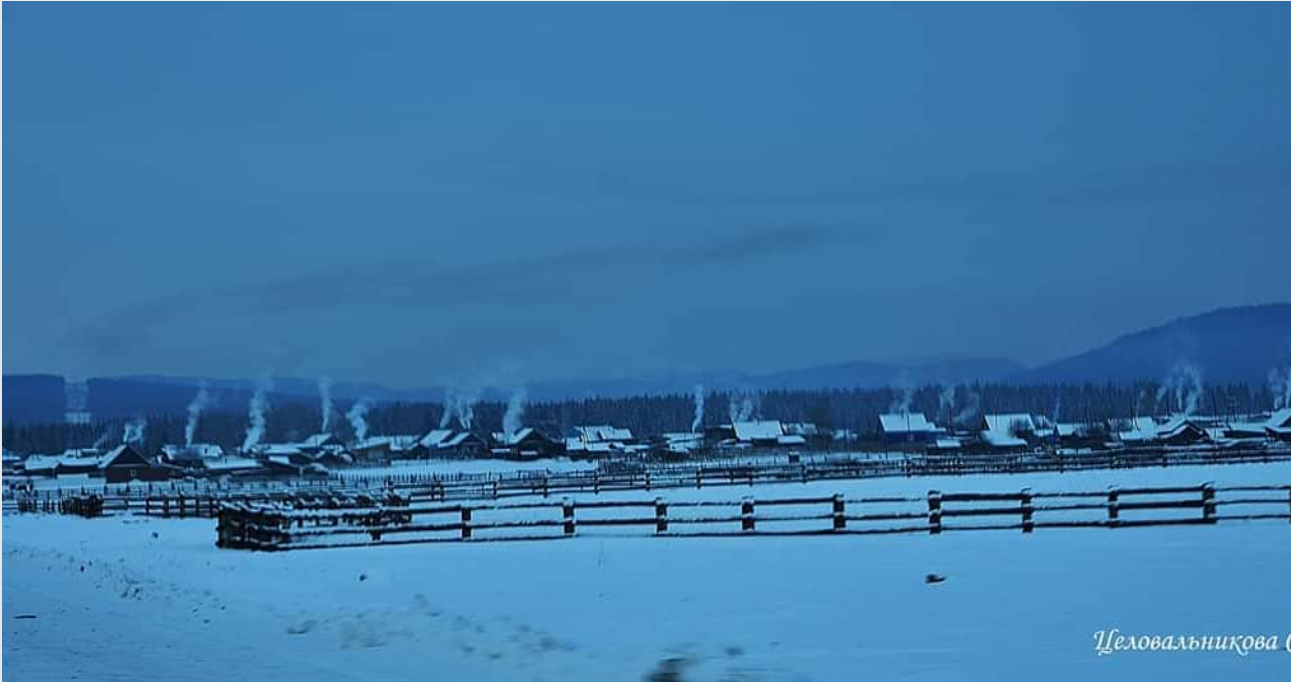
Село Харбяты зимним вечером

Расположено в Тункинской долине на правой протоке реки Харбяты, на 108-м километре Тункинского тракта, на правобережье Иркута, в 3,5 км от русла реки, в 10 км к востоку от райцентра — села Кырен, .

## Население
| 2002 | 2010 |
| ---- | ---- |
| 625  | ↘551 |

## Инфраструктура
Администрация сельского поселения, средняя общеобразовательная школа, детский сад, сельский клуб, фельдшерско-акушерский пункт.

## Экономика
Сельскохозяйственный кооператив, лесозаготовки, личные подсобные хозяйства. 